# Cantharis lucens
Cantharis lucens is een keversoort uit de familie soldaatjes (Cantharidae). De wetenschappelijke naam van de soort werd in 1967 gepubliceerd door Moscardini.